# Guenizà

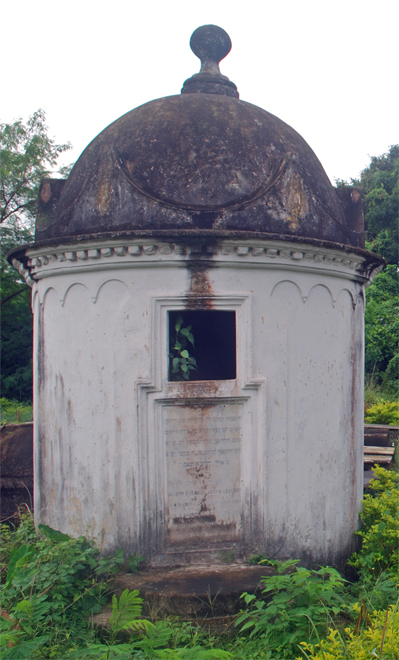
Una guenizà al cementiri Narkeldanga de Calcuta (Índia)

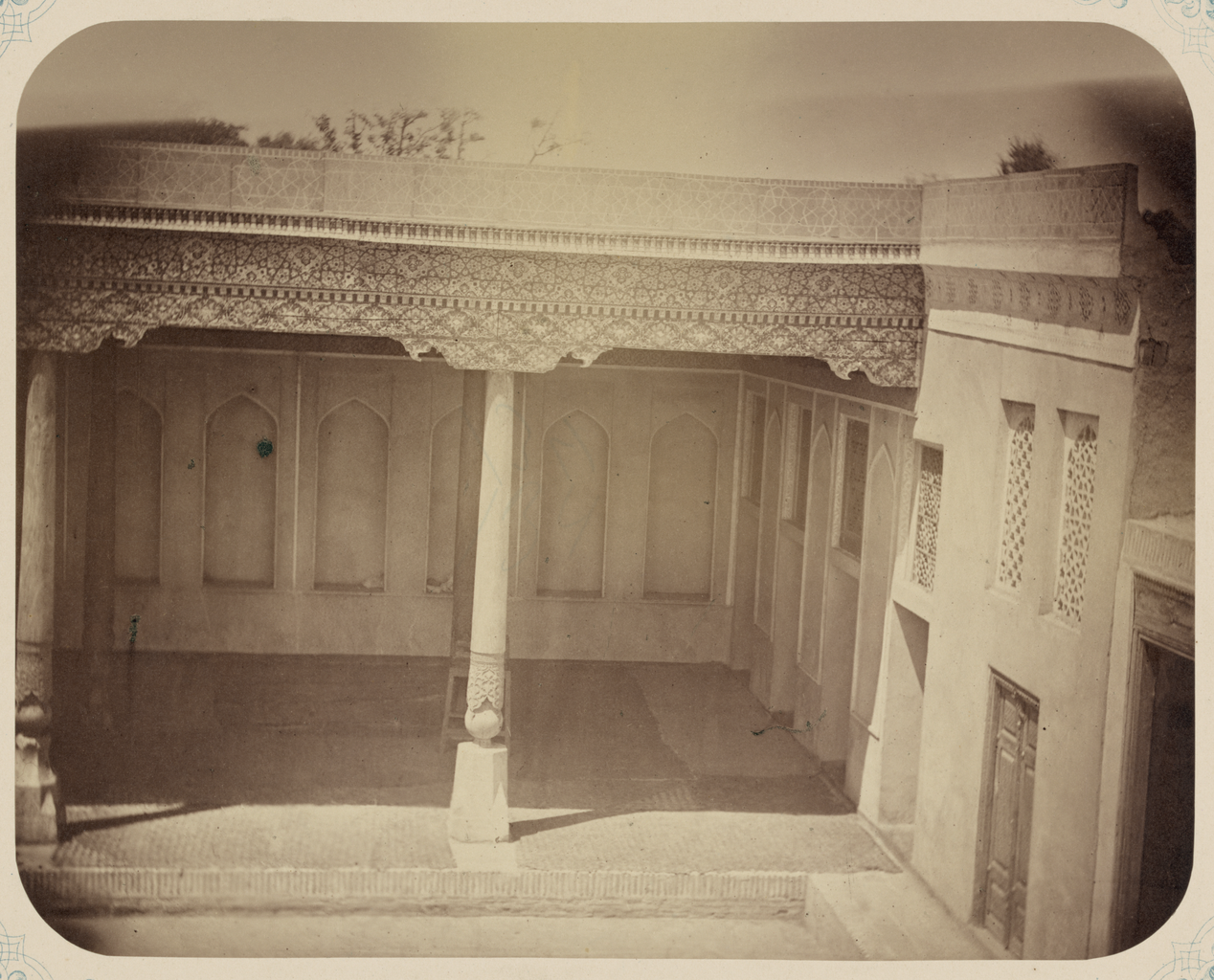
Una guenizà en una sinagoga (Samarkanda, Uzbekistan, ca. 1865-1872)

Una guenizà (hebreu: גניזה‎, ‘emmagatzematge’; plural: guenizot) és una àrea d'emmagatzematge en una sinagoga jueva o en un cementiri destinant a l'emmagatzematge temporal de llibres i articles sobre temes religiosos en llengua hebrea en desús, per tal d'evitar que qualsevol escrit que contingui el nom diví sigui tractat de manera indigna, abans del seu soterrament al cementiri apropiat.
Les genizot també poden servir per a custodiar les cartes personals i els contractes legals que comencin amb una invocació de Déu; és a dir, els continguts de les genizot no està limitat a materials estrictament religiosos. A la pràctica, també contenen escrits de naturalesa secular, amb la invocació d'obertura consuetudinària o sense, així com escriptures en altres llengües jueves que utilitzen l'alfabet hebreu, com ara el judeoàrab, el judeopersa, el judeocastellà o l'ídix).
Se situen tradicionalment a l'àtic o al soterrani d'una sinagoga, però també poden estar en una paret o enterrats. També poden estar als cementiris.
El seu contingut és periòdicament recollit solemnement i enterrat en el cementiri o bet ḥayyim. Les sinagogues de Jerusalem enterren el contingut de les seves genizot cada set anys, així com els anys de sequera, ja que es creu que això portarà pluja. Aquest costum s'associa amb una vella pràctica d'enterrar un home gran o bo amb un sefer (qualsevol llibre, ja sigui un Tanakh, el Mixnà, el Talmud, o qualsevol obra de literatura rabínica) que hagués esdevingut pasul (poc útil per vell o il·legible). Aquesta tradició se sap que havia estat practicada al Marroc, Algèria, Turquia i Egipte.